# Flexible manufacturing system
Et fleksibelt fremstillingssystem (eller flexible manufacturing system – (FMS)) er et fremstillingssystem der er fleksibelt, således at det kan reagere overfor forudsigelige såvel som uforudsigelige ændringer. Denne fleksibilitet falder generelt indenfor to kategorier, som begge har flere underkategorier.
Den første kategori, "maskinefleksibilitet", dækker systemets evne til at blive ændret til at producere nye produkttyper, og evne til at ændre rækkefølgen hvormed handlinger udføres på en del. Den anden kategori kaldes "routing-fleksibilitet" og består af evnen til at bruge flere maskiner til at udføre den samme handling på en del, såvel som systemets evne til at absorbere ændringer i stort omfang, såsom i volume, kapacitet eller evne.
De fleste FMS-systemer består af tre hovedsystemer. Arbejdsmaskinerne, som ofte er automatiserede CNC-maskiner, er forbundet af et materialehåndteringssystem for at optimere delenes "flow" og til den centrale computer som kontrollerer materialebevægelser og maskineflow.